# Athanase Renard
Pour les articles homonymes, voir Renard (homonymie).
Athanase Renard est un homme politique français né le 29 avril 1796 à Bourbonne-les-Bains (Haute-Marne) et décédé le 4 juin 1875 à Bourbonne-les-Bains.

## Biographie
Médecin en 1825, il est député de la Haute-Marne de 1837 à 1843, siégeant d'abord à gauche, puis soutenant les ministères. Il démissionne en 1843 pour devenir médecin inspecteur des eaux thermales de Bourbonne-les-Bains.

## Sources
- « Athanase Renard », dans Adolphe Robert et Gaston Cougny, Dictionnaire des parlementaires français, Edgar Bourloton, 1889-1891 [détail de l’édition]